# 사취

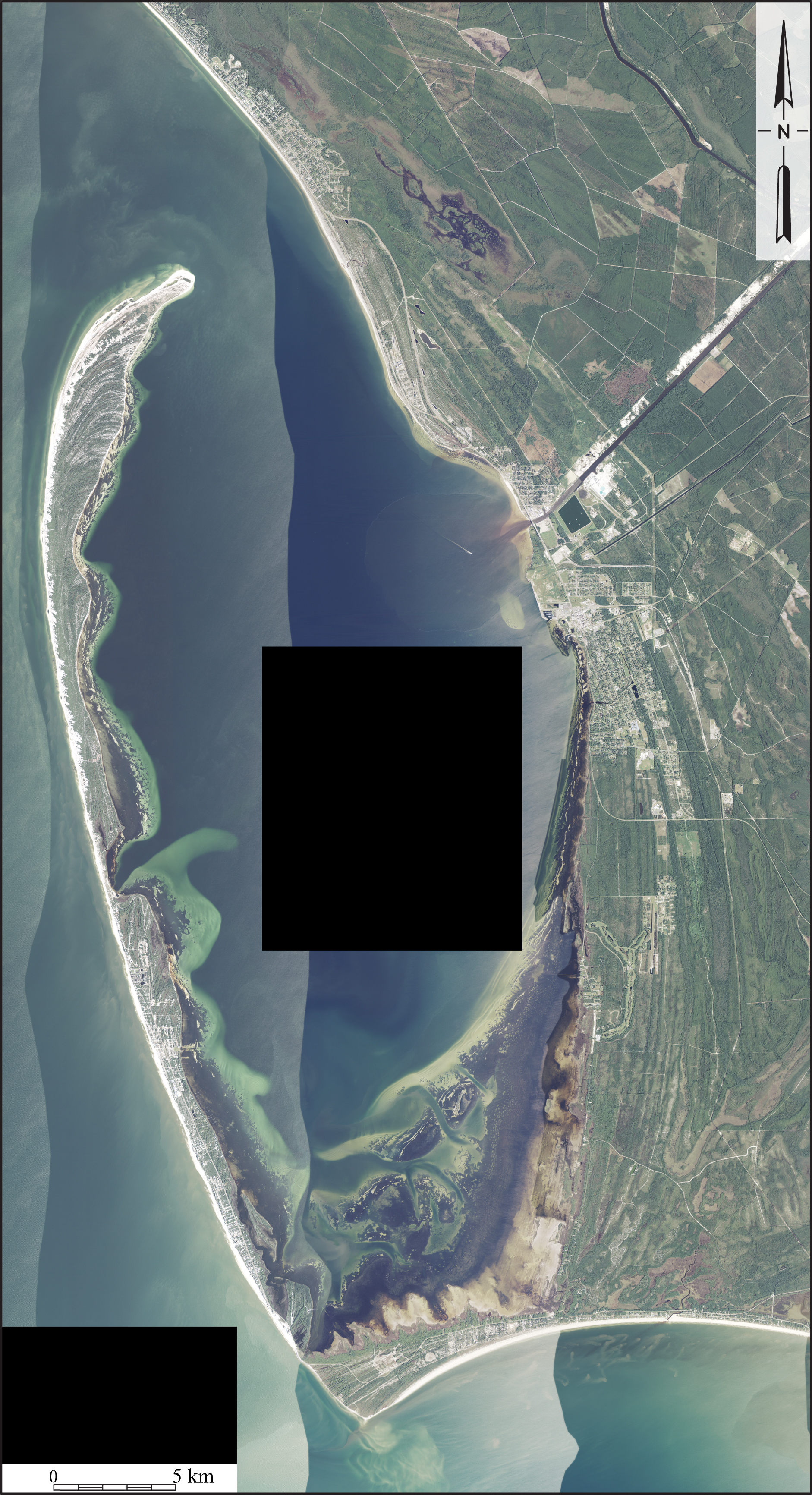
미국 플로리다 주.

사취(砂嘴) 또는 모래부리는 파도나 조류, 바람 등에 의해 모래나 자갈이 해안에서 바다로 부리처럼 길게 뻗어나간 둑 모양의 모래톱을 말한다.
사취가 육지와 육지 사이를 연결하여 만(灣)의 입구를 막아 석호(潟湖)로 만든 것을 사주(砂洲)라고 하고, 육지와 섬 사이를 연결한 것을 육계사주(陸繫砂洲)라고 한다.
해안가까이에 있는 해수는 일반적으로 파랑, 조류, 조석에 의해 운반되어온 댜량의 퇴적물을 포함하고 있다. 만의 입구에서 퇴적물은 연안류에 의해 수심이 더 깊은 곳으로 운반되는데 수심이 깊은 곳에서는 유속이 느려져서 퇴적물의 퇴적이 이루어진다. 이러한 퇴적물은 한쪽 끝이 육지와 연결되어 있으며, 해류가 흘러가는 방향인 바다 쪽은 길게 퇴적되어 있는데 이를 사취라고 한다.

## 종류
대부분의 사취는 만이나 다른 해안의 만입된 지역으로 튀어나온 모래로 구성된 반도로 직선 형태를 보이지만 해류, 바람 그리고 파랑의 영향으로 다양한 종류가 나타난다. 어떤 경우에는 사취가 만의 입수를 가로질러 성장하여 다른 쪽의 육지와 연결되는데, 이렇게 형성된 것을 만구사주라고 하며 이 사취에 의해 만은 석호로 바뀐다. 이외 일반적인 사취 형태의 변화는 만에서 해수의 흐름에 의해 야기되는데, 이러한 흐름은 육지 방향으로 구부러진 형태로 퇴적될 수 있으며, 사취의 바깥쪽 끝부분을 갈고리 모양으로 만든다. 흔하지는 않지만 독특하게 발달하는 지형은 육계사주인데, 이것은 연안의 섬과 육지를 연결하는 퇴적지형이다. 일부 육계사주는 사취처럼 섬의 육지쪽 측면에 파랑이 퇴적물을 퇴적시켜 형성되는 반면, 다른 육계사주는 해수면 바로 아래나 해수면에 있는 기반암이 섬과 육지를 연결하고, 이것이 모래를 붙잡아 둘 수 있는 곳에서 발달한다.

## 같이 보기
- 태안 내파수도 해안지형 : 대한민국의 천연기념물 제511호

## 참고 자료
- 이 문서에는 다음커뮤니케이션(현 카카오)에서 GFDL 또는 CC-SA 라이선스로 배포한 글로벌 세계대백과사전의 내용을 기초로 작성된 글이 포함되어 있습니다.